# Selinho na Boca
"Selinho Na Boca" é o título da canção interpretada pelo cantor pop Latino e pela cantora de Perlla. A canção é uma regravação da música "Şımarık" do cantor turco Tarkan lançada em 1999. A canção foi lançada em Julho nas rádios, como 4º single do CD dele Junto e Misturado. Também está presente no CD/DVD dele: Junto e Misturado: Fazendo a Festa. Os dois já fizeram muitas vezes a performance da música na versão ao vivo nos programas: Hebe, Toda Sexta e Tudo é Possível.

## Formatos e faixas
- CD single

1. "Selinho na Boca" (feat. Perlla) - 3:23

- Download digital

1. "Selinho na Boca" (feat. Perlla) - 3:23

## Desempenho nas tabelas musicais
| Tabela musical (2009)           | Melhor posição |
| ------------------------------- | -------------- |
| Brasil (Brasil Hot 100 Airplay) | 14             |